# Orod III. Partski
Orod III. Partski  je bio vladar Partskog Carstva oko 4. godine. Na to su ga mjesto stavili moćnici nakon smrti Fraata V. koji je suvladao s Musom otprilike od 2. pr. Kr. do 4. Na vlast je došao jer se je prema pretpostavkama Josipa Flavija Musa udala za svog sina Fraata V. Budući da je to Partima bilo neprihvatljivo, ustali su i zbacili ih s vlasti, a vlast ponudili Orodu III., koji je nakratko zavladao.
Oroda III. su ubili "zbog njegove krajnje okrutnosti" (Josip Flavije). Nakon njegove smrti, brat Fraata V. Vonon I. (vladao oko 8.–12.) pokušao je doći na prijestolje, no uslijedio je građanski rat s Artabanom II. (vladao oko 10.–38.).